# Johannes Zukertort
Johannes Hermann Zukertort (Lublino, 7 settembre 1842 – Londra, 20 giugno 1888) è stato uno scacchista polacco di origine ebraica considerato fra il 1870 e il 1886 il numero due al mondo, alle spalle di Wilhelm Steinitz, col quale disputò nel 1886 il primo campionato del mondo ufficiale.
Suo padre era un cristiano protestante di origine ebraica. La famiglia emigrò poi in Prussia. Nel 1861 si iscrisse all'Università di Breslavia, dove si laureò in medicina. Nella città di Breslavia incontrò Adolph Anderssen e nacque in lui la passione per gli scacchi. Nel 1868 giocò un match con Anderssen, ma rimase sconfitto (+3 –8 =1). Tre anni dopo però riuscì a batterlo a Berlino per 5 vittorie contro 2 sconfitte.
In quel periodo diede inizio ad una intensa attività giornalistica nel campo degli scacchi, succedendo a Gustav Neumann nella direzione della rivista Neue Berliner Schachzeitung assieme ad Anderssen, direzione che tenne per quattro anni. Con Dufresne compilò due manuali: lo Schach-Handbuch e il Leitfaden des Shachspiels. Nel 1869 pubblicò a Berlino la raccolta di composizioni Sammlung des auserlesensten Schachaufgaben, contenente 282 diagrammi.
Zukertort aveva una personalità eclettica: conosceva 12 lingue (chi dice 14), era un ottimo suonatore di pianoforte e per un certo periodo svolse l'attività di critico musicale. Combatté nell'esercito prussiano contro l'Austria, la Danimarca e la Francia. Fu decorato al valor militare per azioni di eroismo nove volte. Fu redattore della pagina politica del giornale Allgemeine Zeitung e si batté per ottenere una riforma del sistema carcerario.

## Principali risultati
Nel 1872 ottenne il 3º posto nel torneo di Londra (vinto da Steinitz). Dopo il termine del torneo disputò un match con Steinitz, ma perse nettamente (+1 –7 =4). Sempre a Londra si classificò 2º dietro a Blackburne nei tornei del City Club e del Simpson's Divan.
A Lipsia nel 1877 arrivò = 2º con Anderssen (vinse Paulsen con 9/11). Nel torneo di Parigi del 1878 si classificò = 1º con Winawer, ma lo batté nello spareggio.
Nel 1883 ottenne il suo più grande risultato, vincendo il torneo di Londra, il più forte fino a quel momento disputato, con 3 punti di vantaggio sul 2º classificato Steinitz e davanti a maestri come Blackburne, Cigorin ed altri.

### Il match mondiale Steinitz-Zukertort del 1886

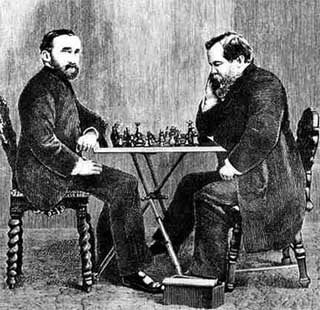
Zukertort e Steinitz nel match del 1886

Questa grande vittoria lo portò a sfidare Steinitz per il titolo mondiale. Zukertort voleva giocare in Inghilterra, dove viveva ormai da 13 anni, ma Steinitz, che si era stabilito dal 1883 negli Stati Uniti, ebbe a dire "preferirei perdere un match negli Stati Uniti che vincerlo in Inghilterra". Dopo lunghe trattative si decise di giocare negli Stati Uniti.
Il match iniziò l'11 gennaio a New York. È considerato il primo campionato del mondo ufficiale. Dopo le prime cinque partite giocate a New York Zukertort conduceva per 4–1. Si giocò poi a St. Louis e a New Orleans. Nelle successive partite Zukertort vinse ancora solo una partita e Steinitz vinse l'incontro per +10 –5 =5, diventando il primo campione del mondo ufficiale.
In seguito disputò ancora qualche torneo, ma con risultati molto inferiori ai suoi tempi migliori. Nel 1887 giocò un match con Blackburne, ma ne uscì sconfitto (+1 –5 =8).
Zukertort era anche un eccellente giocatore di scacchi alla cieca. Nel 1876 giocò 16 partite in simultanea alla cieca, col risultato di +12 – 1 =3.
Morì di emorragia cerebrale il 20 giugno 1888, dopo aver giocato una partita in un torneo del circolo Simpson's Divan di Londra. È sepolto nel Brompton Cemetery di Londra.

## Il suo capolavoro, la "Immortale di Zukertort"
|   | a | b | c | d | e | f | g | h |   |
| 8 | c8 torre del nero · h8 re del nero · a7 pedone del nero · b7 alfiere del nero · e7 donna del nero · h7 pedone del bianco · b6 pedone del nero · d5 pedone del bianco · e5 pedone del nero · e4 pedone del nero · b3 pedone del bianco · e3 torre del bianco · a2 pedone del bianco · b2 alfiere del bianco · c2 torre del nero · d2 donna del bianco · g2 pedone del bianco · h2 pedone del bianco · f1 torre del bianco · g1 re del bianco | c8 torre del nero · h8 re del nero · a7 pedone del nero · b7 alfiere del nero · e7 donna del nero · h7 pedone del bianco · b6 pedone del nero · d5 pedone del bianco · e5 pedone del nero · e4 pedone del nero · b3 pedone del bianco · e3 torre del bianco · a2 pedone del bianco · b2 alfiere del bianco · c2 torre del nero · d2 donna del bianco · g2 pedone del bianco · h2 pedone del bianco · f1 torre del bianco · g1 re del bianco | c8 torre del nero · h8 re del nero · a7 pedone del nero · b7 alfiere del nero · e7 donna del nero · h7 pedone del bianco · b6 pedone del nero · d5 pedone del bianco · e5 pedone del nero · e4 pedone del nero · b3 pedone del bianco · e3 torre del bianco · a2 pedone del bianco · b2 alfiere del bianco · c2 torre del nero · d2 donna del bianco · g2 pedone del bianco · h2 pedone del bianco · f1 torre del bianco · g1 re del bianco | c8 torre del nero · h8 re del nero · a7 pedone del nero · b7 alfiere del nero · e7 donna del nero · h7 pedone del bianco · b6 pedone del nero · d5 pedone del bianco · e5 pedone del nero · e4 pedone del nero · b3 pedone del bianco · e3 torre del bianco · a2 pedone del bianco · b2 alfiere del bianco · c2 torre del nero · d2 donna del bianco · g2 pedone del bianco · h2 pedone del bianco · f1 torre del bianco · g1 re del bianco | c8 torre del nero · h8 re del nero · a7 pedone del nero · b7 alfiere del nero · e7 donna del nero · h7 pedone del bianco · b6 pedone del nero · d5 pedone del bianco · e5 pedone del nero · e4 pedone del nero · b3 pedone del bianco · e3 torre del bianco · a2 pedone del bianco · b2 alfiere del bianco · c2 torre del nero · d2 donna del bianco · g2 pedone del bianco · h2 pedone del bianco · f1 torre del bianco · g1 re del bianco | c8 torre del nero · h8 re del nero · a7 pedone del nero · b7 alfiere del nero · e7 donna del nero · h7 pedone del bianco · b6 pedone del nero · d5 pedone del bianco · e5 pedone del nero · e4 pedone del nero · b3 pedone del bianco · e3 torre del bianco · a2 pedone del bianco · b2 alfiere del bianco · c2 torre del nero · d2 donna del bianco · g2 pedone del bianco · h2 pedone del bianco · f1 torre del bianco · g1 re del bianco | c8 torre del nero · h8 re del nero · a7 pedone del nero · b7 alfiere del nero · e7 donna del nero · h7 pedone del bianco · b6 pedone del nero · d5 pedone del bianco · e5 pedone del nero · e4 pedone del nero · b3 pedone del bianco · e3 torre del bianco · a2 pedone del bianco · b2 alfiere del bianco · c2 torre del nero · d2 donna del bianco · g2 pedone del bianco · h2 pedone del bianco · f1 torre del bianco · g1 re del bianco | c8 torre del nero · h8 re del nero · a7 pedone del nero · b7 alfiere del nero · e7 donna del nero · h7 pedone del bianco · b6 pedone del nero · d5 pedone del bianco · e5 pedone del nero · e4 pedone del nero · b3 pedone del bianco · e3 torre del bianco · a2 pedone del bianco · b2 alfiere del bianco · c2 torre del nero · d2 donna del bianco · g2 pedone del bianco · h2 pedone del bianco · f1 torre del bianco · g1 re del bianco | 8 |
| 7 | c8 torre del nero · h8 re del nero · a7 pedone del nero · b7 alfiere del nero · e7 donna del nero · h7 pedone del bianco · b6 pedone del nero · d5 pedone del bianco · e5 pedone del nero · e4 pedone del nero · b3 pedone del bianco · e3 torre del bianco · a2 pedone del bianco · b2 alfiere del bianco · c2 torre del nero · d2 donna del bianco · g2 pedone del bianco · h2 pedone del bianco · f1 torre del bianco · g1 re del bianco | c8 torre del nero · h8 re del nero · a7 pedone del nero · b7 alfiere del nero · e7 donna del nero · h7 pedone del bianco · b6 pedone del nero · d5 pedone del bianco · e5 pedone del nero · e4 pedone del nero · b3 pedone del bianco · e3 torre del bianco · a2 pedone del bianco · b2 alfiere del bianco · c2 torre del nero · d2 donna del bianco · g2 pedone del bianco · h2 pedone del bianco · f1 torre del bianco · g1 re del bianco | c8 torre del nero · h8 re del nero · a7 pedone del nero · b7 alfiere del nero · e7 donna del nero · h7 pedone del bianco · b6 pedone del nero · d5 pedone del bianco · e5 pedone del nero · e4 pedone del nero · b3 pedone del bianco · e3 torre del bianco · a2 pedone del bianco · b2 alfiere del bianco · c2 torre del nero · d2 donna del bianco · g2 pedone del bianco · h2 pedone del bianco · f1 torre del bianco · g1 re del bianco | c8 torre del nero · h8 re del nero · a7 pedone del nero · b7 alfiere del nero · e7 donna del nero · h7 pedone del bianco · b6 pedone del nero · d5 pedone del bianco · e5 pedone del nero · e4 pedone del nero · b3 pedone del bianco · e3 torre del bianco · a2 pedone del bianco · b2 alfiere del bianco · c2 torre del nero · d2 donna del bianco · g2 pedone del bianco · h2 pedone del bianco · f1 torre del bianco · g1 re del bianco | c8 torre del nero · h8 re del nero · a7 pedone del nero · b7 alfiere del nero · e7 donna del nero · h7 pedone del bianco · b6 pedone del nero · d5 pedone del bianco · e5 pedone del nero · e4 pedone del nero · b3 pedone del bianco · e3 torre del bianco · a2 pedone del bianco · b2 alfiere del bianco · c2 torre del nero · d2 donna del bianco · g2 pedone del bianco · h2 pedone del bianco · f1 torre del bianco · g1 re del bianco | c8 torre del nero · h8 re del nero · a7 pedone del nero · b7 alfiere del nero · e7 donna del nero · h7 pedone del bianco · b6 pedone del nero · d5 pedone del bianco · e5 pedone del nero · e4 pedone del nero · b3 pedone del bianco · e3 torre del bianco · a2 pedone del bianco · b2 alfiere del bianco · c2 torre del nero · d2 donna del bianco · g2 pedone del bianco · h2 pedone del bianco · f1 torre del bianco · g1 re del bianco | c8 torre del nero · h8 re del nero · a7 pedone del nero · b7 alfiere del nero · e7 donna del nero · h7 pedone del bianco · b6 pedone del nero · d5 pedone del bianco · e5 pedone del nero · e4 pedone del nero · b3 pedone del bianco · e3 torre del bianco · a2 pedone del bianco · b2 alfiere del bianco · c2 torre del nero · d2 donna del bianco · g2 pedone del bianco · h2 pedone del bianco · f1 torre del bianco · g1 re del bianco | c8 torre del nero · h8 re del nero · a7 pedone del nero · b7 alfiere del nero · e7 donna del nero · h7 pedone del bianco · b6 pedone del nero · d5 pedone del bianco · e5 pedone del nero · e4 pedone del nero · b3 pedone del bianco · e3 torre del bianco · a2 pedone del bianco · b2 alfiere del bianco · c2 torre del nero · d2 donna del bianco · g2 pedone del bianco · h2 pedone del bianco · f1 torre del bianco · g1 re del bianco | 7 |
| 6 | c8 torre del nero · h8 re del nero · a7 pedone del nero · b7 alfiere del nero · e7 donna del nero · h7 pedone del bianco · b6 pedone del nero · d5 pedone del bianco · e5 pedone del nero · e4 pedone del nero · b3 pedone del bianco · e3 torre del bianco · a2 pedone del bianco · b2 alfiere del bianco · c2 torre del nero · d2 donna del bianco · g2 pedone del bianco · h2 pedone del bianco · f1 torre del bianco · g1 re del bianco | c8 torre del nero · h8 re del nero · a7 pedone del nero · b7 alfiere del nero · e7 donna del nero · h7 pedone del bianco · b6 pedone del nero · d5 pedone del bianco · e5 pedone del nero · e4 pedone del nero · b3 pedone del bianco · e3 torre del bianco · a2 pedone del bianco · b2 alfiere del bianco · c2 torre del nero · d2 donna del bianco · g2 pedone del bianco · h2 pedone del bianco · f1 torre del bianco · g1 re del bianco | c8 torre del nero · h8 re del nero · a7 pedone del nero · b7 alfiere del nero · e7 donna del nero · h7 pedone del bianco · b6 pedone del nero · d5 pedone del bianco · e5 pedone del nero · e4 pedone del nero · b3 pedone del bianco · e3 torre del bianco · a2 pedone del bianco · b2 alfiere del bianco · c2 torre del nero · d2 donna del bianco · g2 pedone del bianco · h2 pedone del bianco · f1 torre del bianco · g1 re del bianco | c8 torre del nero · h8 re del nero · a7 pedone del nero · b7 alfiere del nero · e7 donna del nero · h7 pedone del bianco · b6 pedone del nero · d5 pedone del bianco · e5 pedone del nero · e4 pedone del nero · b3 pedone del bianco · e3 torre del bianco · a2 pedone del bianco · b2 alfiere del bianco · c2 torre del nero · d2 donna del bianco · g2 pedone del bianco · h2 pedone del bianco · f1 torre del bianco · g1 re del bianco | c8 torre del nero · h8 re del nero · a7 pedone del nero · b7 alfiere del nero · e7 donna del nero · h7 pedone del bianco · b6 pedone del nero · d5 pedone del bianco · e5 pedone del nero · e4 pedone del nero · b3 pedone del bianco · e3 torre del bianco · a2 pedone del bianco · b2 alfiere del bianco · c2 torre del nero · d2 donna del bianco · g2 pedone del bianco · h2 pedone del bianco · f1 torre del bianco · g1 re del bianco | c8 torre del nero · h8 re del nero · a7 pedone del nero · b7 alfiere del nero · e7 donna del nero · h7 pedone del bianco · b6 pedone del nero · d5 pedone del bianco · e5 pedone del nero · e4 pedone del nero · b3 pedone del bianco · e3 torre del bianco · a2 pedone del bianco · b2 alfiere del bianco · c2 torre del nero · d2 donna del bianco · g2 pedone del bianco · h2 pedone del bianco · f1 torre del bianco · g1 re del bianco | c8 torre del nero · h8 re del nero · a7 pedone del nero · b7 alfiere del nero · e7 donna del nero · h7 pedone del bianco · b6 pedone del nero · d5 pedone del bianco · e5 pedone del nero · e4 pedone del nero · b3 pedone del bianco · e3 torre del bianco · a2 pedone del bianco · b2 alfiere del bianco · c2 torre del nero · d2 donna del bianco · g2 pedone del bianco · h2 pedone del bianco · f1 torre del bianco · g1 re del bianco | c8 torre del nero · h8 re del nero · a7 pedone del nero · b7 alfiere del nero · e7 donna del nero · h7 pedone del bianco · b6 pedone del nero · d5 pedone del bianco · e5 pedone del nero · e4 pedone del nero · b3 pedone del bianco · e3 torre del bianco · a2 pedone del bianco · b2 alfiere del bianco · c2 torre del nero · d2 donna del bianco · g2 pedone del bianco · h2 pedone del bianco · f1 torre del bianco · g1 re del bianco | 6 |
| 5 | c8 torre del nero · h8 re del nero · a7 pedone del nero · b7 alfiere del nero · e7 donna del nero · h7 pedone del bianco · b6 pedone del nero · d5 pedone del bianco · e5 pedone del nero · e4 pedone del nero · b3 pedone del bianco · e3 torre del bianco · a2 pedone del bianco · b2 alfiere del bianco · c2 torre del nero · d2 donna del bianco · g2 pedone del bianco · h2 pedone del bianco · f1 torre del bianco · g1 re del bianco | c8 torre del nero · h8 re del nero · a7 pedone del nero · b7 alfiere del nero · e7 donna del nero · h7 pedone del bianco · b6 pedone del nero · d5 pedone del bianco · e5 pedone del nero · e4 pedone del nero · b3 pedone del bianco · e3 torre del bianco · a2 pedone del bianco · b2 alfiere del bianco · c2 torre del nero · d2 donna del bianco · g2 pedone del bianco · h2 pedone del bianco · f1 torre del bianco · g1 re del bianco | c8 torre del nero · h8 re del nero · a7 pedone del nero · b7 alfiere del nero · e7 donna del nero · h7 pedone del bianco · b6 pedone del nero · d5 pedone del bianco · e5 pedone del nero · e4 pedone del nero · b3 pedone del bianco · e3 torre del bianco · a2 pedone del bianco · b2 alfiere del bianco · c2 torre del nero · d2 donna del bianco · g2 pedone del bianco · h2 pedone del bianco · f1 torre del bianco · g1 re del bianco | c8 torre del nero · h8 re del nero · a7 pedone del nero · b7 alfiere del nero · e7 donna del nero · h7 pedone del bianco · b6 pedone del nero · d5 pedone del bianco · e5 pedone del nero · e4 pedone del nero · b3 pedone del bianco · e3 torre del bianco · a2 pedone del bianco · b2 alfiere del bianco · c2 torre del nero · d2 donna del bianco · g2 pedone del bianco · h2 pedone del bianco · f1 torre del bianco · g1 re del bianco | c8 torre del nero · h8 re del nero · a7 pedone del nero · b7 alfiere del nero · e7 donna del nero · h7 pedone del bianco · b6 pedone del nero · d5 pedone del bianco · e5 pedone del nero · e4 pedone del nero · b3 pedone del bianco · e3 torre del bianco · a2 pedone del bianco · b2 alfiere del bianco · c2 torre del nero · d2 donna del bianco · g2 pedone del bianco · h2 pedone del bianco · f1 torre del bianco · g1 re del bianco | c8 torre del nero · h8 re del nero · a7 pedone del nero · b7 alfiere del nero · e7 donna del nero · h7 pedone del bianco · b6 pedone del nero · d5 pedone del bianco · e5 pedone del nero · e4 pedone del nero · b3 pedone del bianco · e3 torre del bianco · a2 pedone del bianco · b2 alfiere del bianco · c2 torre del nero · d2 donna del bianco · g2 pedone del bianco · h2 pedone del bianco · f1 torre del bianco · g1 re del bianco | c8 torre del nero · h8 re del nero · a7 pedone del nero · b7 alfiere del nero · e7 donna del nero · h7 pedone del bianco · b6 pedone del nero · d5 pedone del bianco · e5 pedone del nero · e4 pedone del nero · b3 pedone del bianco · e3 torre del bianco · a2 pedone del bianco · b2 alfiere del bianco · c2 torre del nero · d2 donna del bianco · g2 pedone del bianco · h2 pedone del bianco · f1 torre del bianco · g1 re del bianco | c8 torre del nero · h8 re del nero · a7 pedone del nero · b7 alfiere del nero · e7 donna del nero · h7 pedone del bianco · b6 pedone del nero · d5 pedone del bianco · e5 pedone del nero · e4 pedone del nero · b3 pedone del bianco · e3 torre del bianco · a2 pedone del bianco · b2 alfiere del bianco · c2 torre del nero · d2 donna del bianco · g2 pedone del bianco · h2 pedone del bianco · f1 torre del bianco · g1 re del bianco | 5 |
| 4 | c8 torre del nero · h8 re del nero · a7 pedone del nero · b7 alfiere del nero · e7 donna del nero · h7 pedone del bianco · b6 pedone del nero · d5 pedone del bianco · e5 pedone del nero · e4 pedone del nero · b3 pedone del bianco · e3 torre del bianco · a2 pedone del bianco · b2 alfiere del bianco · c2 torre del nero · d2 donna del bianco · g2 pedone del bianco · h2 pedone del bianco · f1 torre del bianco · g1 re del bianco | c8 torre del nero · h8 re del nero · a7 pedone del nero · b7 alfiere del nero · e7 donna del nero · h7 pedone del bianco · b6 pedone del nero · d5 pedone del bianco · e5 pedone del nero · e4 pedone del nero · b3 pedone del bianco · e3 torre del bianco · a2 pedone del bianco · b2 alfiere del bianco · c2 torre del nero · d2 donna del bianco · g2 pedone del bianco · h2 pedone del bianco · f1 torre del bianco · g1 re del bianco | c8 torre del nero · h8 re del nero · a7 pedone del nero · b7 alfiere del nero · e7 donna del nero · h7 pedone del bianco · b6 pedone del nero · d5 pedone del bianco · e5 pedone del nero · e4 pedone del nero · b3 pedone del bianco · e3 torre del bianco · a2 pedone del bianco · b2 alfiere del bianco · c2 torre del nero · d2 donna del bianco · g2 pedone del bianco · h2 pedone del bianco · f1 torre del bianco · g1 re del bianco | c8 torre del nero · h8 re del nero · a7 pedone del nero · b7 alfiere del nero · e7 donna del nero · h7 pedone del bianco · b6 pedone del nero · d5 pedone del bianco · e5 pedone del nero · e4 pedone del nero · b3 pedone del bianco · e3 torre del bianco · a2 pedone del bianco · b2 alfiere del bianco · c2 torre del nero · d2 donna del bianco · g2 pedone del bianco · h2 pedone del bianco · f1 torre del bianco · g1 re del bianco | c8 torre del nero · h8 re del nero · a7 pedone del nero · b7 alfiere del nero · e7 donna del nero · h7 pedone del bianco · b6 pedone del nero · d5 pedone del bianco · e5 pedone del nero · e4 pedone del nero · b3 pedone del bianco · e3 torre del bianco · a2 pedone del bianco · b2 alfiere del bianco · c2 torre del nero · d2 donna del bianco · g2 pedone del bianco · h2 pedone del bianco · f1 torre del bianco · g1 re del bianco | c8 torre del nero · h8 re del nero · a7 pedone del nero · b7 alfiere del nero · e7 donna del nero · h7 pedone del bianco · b6 pedone del nero · d5 pedone del bianco · e5 pedone del nero · e4 pedone del nero · b3 pedone del bianco · e3 torre del bianco · a2 pedone del bianco · b2 alfiere del bianco · c2 torre del nero · d2 donna del bianco · g2 pedone del bianco · h2 pedone del bianco · f1 torre del bianco · g1 re del bianco | c8 torre del nero · h8 re del nero · a7 pedone del nero · b7 alfiere del nero · e7 donna del nero · h7 pedone del bianco · b6 pedone del nero · d5 pedone del bianco · e5 pedone del nero · e4 pedone del nero · b3 pedone del bianco · e3 torre del bianco · a2 pedone del bianco · b2 alfiere del bianco · c2 torre del nero · d2 donna del bianco · g2 pedone del bianco · h2 pedone del bianco · f1 torre del bianco · g1 re del bianco | c8 torre del nero · h8 re del nero · a7 pedone del nero · b7 alfiere del nero · e7 donna del nero · h7 pedone del bianco · b6 pedone del nero · d5 pedone del bianco · e5 pedone del nero · e4 pedone del nero · b3 pedone del bianco · e3 torre del bianco · a2 pedone del bianco · b2 alfiere del bianco · c2 torre del nero · d2 donna del bianco · g2 pedone del bianco · h2 pedone del bianco · f1 torre del bianco · g1 re del bianco | 4 |
| 3 | c8 torre del nero · h8 re del nero · a7 pedone del nero · b7 alfiere del nero · e7 donna del nero · h7 pedone del bianco · b6 pedone del nero · d5 pedone del bianco · e5 pedone del nero · e4 pedone del nero · b3 pedone del bianco · e3 torre del bianco · a2 pedone del bianco · b2 alfiere del bianco · c2 torre del nero · d2 donna del bianco · g2 pedone del bianco · h2 pedone del bianco · f1 torre del bianco · g1 re del bianco | c8 torre del nero · h8 re del nero · a7 pedone del nero · b7 alfiere del nero · e7 donna del nero · h7 pedone del bianco · b6 pedone del nero · d5 pedone del bianco · e5 pedone del nero · e4 pedone del nero · b3 pedone del bianco · e3 torre del bianco · a2 pedone del bianco · b2 alfiere del bianco · c2 torre del nero · d2 donna del bianco · g2 pedone del bianco · h2 pedone del bianco · f1 torre del bianco · g1 re del bianco | c8 torre del nero · h8 re del nero · a7 pedone del nero · b7 alfiere del nero · e7 donna del nero · h7 pedone del bianco · b6 pedone del nero · d5 pedone del bianco · e5 pedone del nero · e4 pedone del nero · b3 pedone del bianco · e3 torre del bianco · a2 pedone del bianco · b2 alfiere del bianco · c2 torre del nero · d2 donna del bianco · g2 pedone del bianco · h2 pedone del bianco · f1 torre del bianco · g1 re del bianco | c8 torre del nero · h8 re del nero · a7 pedone del nero · b7 alfiere del nero · e7 donna del nero · h7 pedone del bianco · b6 pedone del nero · d5 pedone del bianco · e5 pedone del nero · e4 pedone del nero · b3 pedone del bianco · e3 torre del bianco · a2 pedone del bianco · b2 alfiere del bianco · c2 torre del nero · d2 donna del bianco · g2 pedone del bianco · h2 pedone del bianco · f1 torre del bianco · g1 re del bianco | c8 torre del nero · h8 re del nero · a7 pedone del nero · b7 alfiere del nero · e7 donna del nero · h7 pedone del bianco · b6 pedone del nero · d5 pedone del bianco · e5 pedone del nero · e4 pedone del nero · b3 pedone del bianco · e3 torre del bianco · a2 pedone del bianco · b2 alfiere del bianco · c2 torre del nero · d2 donna del bianco · g2 pedone del bianco · h2 pedone del bianco · f1 torre del bianco · g1 re del bianco | c8 torre del nero · h8 re del nero · a7 pedone del nero · b7 alfiere del nero · e7 donna del nero · h7 pedone del bianco · b6 pedone del nero · d5 pedone del bianco · e5 pedone del nero · e4 pedone del nero · b3 pedone del bianco · e3 torre del bianco · a2 pedone del bianco · b2 alfiere del bianco · c2 torre del nero · d2 donna del bianco · g2 pedone del bianco · h2 pedone del bianco · f1 torre del bianco · g1 re del bianco | c8 torre del nero · h8 re del nero · a7 pedone del nero · b7 alfiere del nero · e7 donna del nero · h7 pedone del bianco · b6 pedone del nero · d5 pedone del bianco · e5 pedone del nero · e4 pedone del nero · b3 pedone del bianco · e3 torre del bianco · a2 pedone del bianco · b2 alfiere del bianco · c2 torre del nero · d2 donna del bianco · g2 pedone del bianco · h2 pedone del bianco · f1 torre del bianco · g1 re del bianco | c8 torre del nero · h8 re del nero · a7 pedone del nero · b7 alfiere del nero · e7 donna del nero · h7 pedone del bianco · b6 pedone del nero · d5 pedone del bianco · e5 pedone del nero · e4 pedone del nero · b3 pedone del bianco · e3 torre del bianco · a2 pedone del bianco · b2 alfiere del bianco · c2 torre del nero · d2 donna del bianco · g2 pedone del bianco · h2 pedone del bianco · f1 torre del bianco · g1 re del bianco | 3 |
| 2 | c8 torre del nero · h8 re del nero · a7 pedone del nero · b7 alfiere del nero · e7 donna del nero · h7 pedone del bianco · b6 pedone del nero · d5 pedone del bianco · e5 pedone del nero · e4 pedone del nero · b3 pedone del bianco · e3 torre del bianco · a2 pedone del bianco · b2 alfiere del bianco · c2 torre del nero · d2 donna del bianco · g2 pedone del bianco · h2 pedone del bianco · f1 torre del bianco · g1 re del bianco | c8 torre del nero · h8 re del nero · a7 pedone del nero · b7 alfiere del nero · e7 donna del nero · h7 pedone del bianco · b6 pedone del nero · d5 pedone del bianco · e5 pedone del nero · e4 pedone del nero · b3 pedone del bianco · e3 torre del bianco · a2 pedone del bianco · b2 alfiere del bianco · c2 torre del nero · d2 donna del bianco · g2 pedone del bianco · h2 pedone del bianco · f1 torre del bianco · g1 re del bianco | c8 torre del nero · h8 re del nero · a7 pedone del nero · b7 alfiere del nero · e7 donna del nero · h7 pedone del bianco · b6 pedone del nero · d5 pedone del bianco · e5 pedone del nero · e4 pedone del nero · b3 pedone del bianco · e3 torre del bianco · a2 pedone del bianco · b2 alfiere del bianco · c2 torre del nero · d2 donna del bianco · g2 pedone del bianco · h2 pedone del bianco · f1 torre del bianco · g1 re del bianco | c8 torre del nero · h8 re del nero · a7 pedone del nero · b7 alfiere del nero · e7 donna del nero · h7 pedone del bianco · b6 pedone del nero · d5 pedone del bianco · e5 pedone del nero · e4 pedone del nero · b3 pedone del bianco · e3 torre del bianco · a2 pedone del bianco · b2 alfiere del bianco · c2 torre del nero · d2 donna del bianco · g2 pedone del bianco · h2 pedone del bianco · f1 torre del bianco · g1 re del bianco | c8 torre del nero · h8 re del nero · a7 pedone del nero · b7 alfiere del nero · e7 donna del nero · h7 pedone del bianco · b6 pedone del nero · d5 pedone del bianco · e5 pedone del nero · e4 pedone del nero · b3 pedone del bianco · e3 torre del bianco · a2 pedone del bianco · b2 alfiere del bianco · c2 torre del nero · d2 donna del bianco · g2 pedone del bianco · h2 pedone del bianco · f1 torre del bianco · g1 re del bianco | c8 torre del nero · h8 re del nero · a7 pedone del nero · b7 alfiere del nero · e7 donna del nero · h7 pedone del bianco · b6 pedone del nero · d5 pedone del bianco · e5 pedone del nero · e4 pedone del nero · b3 pedone del bianco · e3 torre del bianco · a2 pedone del bianco · b2 alfiere del bianco · c2 torre del nero · d2 donna del bianco · g2 pedone del bianco · h2 pedone del bianco · f1 torre del bianco · g1 re del bianco | c8 torre del nero · h8 re del nero · a7 pedone del nero · b7 alfiere del nero · e7 donna del nero · h7 pedone del bianco · b6 pedone del nero · d5 pedone del bianco · e5 pedone del nero · e4 pedone del nero · b3 pedone del bianco · e3 torre del bianco · a2 pedone del bianco · b2 alfiere del bianco · c2 torre del nero · d2 donna del bianco · g2 pedone del bianco · h2 pedone del bianco · f1 torre del bianco · g1 re del bianco | c8 torre del nero · h8 re del nero · a7 pedone del nero · b7 alfiere del nero · e7 donna del nero · h7 pedone del bianco · b6 pedone del nero · d5 pedone del bianco · e5 pedone del nero · e4 pedone del nero · b3 pedone del bianco · e3 torre del bianco · a2 pedone del bianco · b2 alfiere del bianco · c2 torre del nero · d2 donna del bianco · g2 pedone del bianco · h2 pedone del bianco · f1 torre del bianco · g1 re del bianco | 2 |
| 1 | c8 torre del nero · h8 re del nero · a7 pedone del nero · b7 alfiere del nero · e7 donna del nero · h7 pedone del bianco · b6 pedone del nero · d5 pedone del bianco · e5 pedone del nero · e4 pedone del nero · b3 pedone del bianco · e3 torre del bianco · a2 pedone del bianco · b2 alfiere del bianco · c2 torre del nero · d2 donna del bianco · g2 pedone del bianco · h2 pedone del bianco · f1 torre del bianco · g1 re del bianco | c8 torre del nero · h8 re del nero · a7 pedone del nero · b7 alfiere del nero · e7 donna del nero · h7 pedone del bianco · b6 pedone del nero · d5 pedone del bianco · e5 pedone del nero · e4 pedone del nero · b3 pedone del bianco · e3 torre del bianco · a2 pedone del bianco · b2 alfiere del bianco · c2 torre del nero · d2 donna del bianco · g2 pedone del bianco · h2 pedone del bianco · f1 torre del bianco · g1 re del bianco | c8 torre del nero · h8 re del nero · a7 pedone del nero · b7 alfiere del nero · e7 donna del nero · h7 pedone del bianco · b6 pedone del nero · d5 pedone del bianco · e5 pedone del nero · e4 pedone del nero · b3 pedone del bianco · e3 torre del bianco · a2 pedone del bianco · b2 alfiere del bianco · c2 torre del nero · d2 donna del bianco · g2 pedone del bianco · h2 pedone del bianco · f1 torre del bianco · g1 re del bianco | c8 torre del nero · h8 re del nero · a7 pedone del nero · b7 alfiere del nero · e7 donna del nero · h7 pedone del bianco · b6 pedone del nero · d5 pedone del bianco · e5 pedone del nero · e4 pedone del nero · b3 pedone del bianco · e3 torre del bianco · a2 pedone del bianco · b2 alfiere del bianco · c2 torre del nero · d2 donna del bianco · g2 pedone del bianco · h2 pedone del bianco · f1 torre del bianco · g1 re del bianco | c8 torre del nero · h8 re del nero · a7 pedone del nero · b7 alfiere del nero · e7 donna del nero · h7 pedone del bianco · b6 pedone del nero · d5 pedone del bianco · e5 pedone del nero · e4 pedone del nero · b3 pedone del bianco · e3 torre del bianco · a2 pedone del bianco · b2 alfiere del bianco · c2 torre del nero · d2 donna del bianco · g2 pedone del bianco · h2 pedone del bianco · f1 torre del bianco · g1 re del bianco | c8 torre del nero · h8 re del nero · a7 pedone del nero · b7 alfiere del nero · e7 donna del nero · h7 pedone del bianco · b6 pedone del nero · d5 pedone del bianco · e5 pedone del nero · e4 pedone del nero · b3 pedone del bianco · e3 torre del bianco · a2 pedone del bianco · b2 alfiere del bianco · c2 torre del nero · d2 donna del bianco · g2 pedone del bianco · h2 pedone del bianco · f1 torre del bianco · g1 re del bianco | c8 torre del nero · h8 re del nero · a7 pedone del nero · b7 alfiere del nero · e7 donna del nero · h7 pedone del bianco · b6 pedone del nero · d5 pedone del bianco · e5 pedone del nero · e4 pedone del nero · b3 pedone del bianco · e3 torre del bianco · a2 pedone del bianco · b2 alfiere del bianco · c2 torre del nero · d2 donna del bianco · g2 pedone del bianco · h2 pedone del bianco · f1 torre del bianco · g1 re del bianco | c8 torre del nero · h8 re del nero · a7 pedone del nero · b7 alfiere del nero · e7 donna del nero · h7 pedone del bianco · b6 pedone del nero · d5 pedone del bianco · e5 pedone del nero · e4 pedone del nero · b3 pedone del bianco · e3 torre del bianco · a2 pedone del bianco · b2 alfiere del bianco · c2 torre del nero · d2 donna del bianco · g2 pedone del bianco · h2 pedone del bianco · f1 torre del bianco · g1 re del bianco | 1 |
|   | a | b | c | d | e | f | g | h |   |

Nel torneo di Londra 1883 giocò una brillantissima partita contro Blackburne. Steinitz definì questa partita "Una delle più brillanti mai giocate".
Zukertort-Blackburne, Londra 1883   (vedi la partita online)
Nella posizione del diagramma il Bianco in apparenza ha perso, a causa del doppio attacco alla donna e all'alfiere. Invece Zukertort, che aveva manovrato a lungo per raggiungere questa posizione, giocò una serie di mosse da capolavoro:
28.Db4!!
Offrendo la donna all'avversario. Ma questi, ricordandosi del vecchio detto: Timeo Danaos et dona ferentes cominciò a diffidare, e a ragione, della liberalità dell'antagonista e rispose:
28. …Tc5  le sorprese però non erano finite... 29.Tf8+!! Rxh7 30.Dxe4+ Rg7 31.Axe5+ Rxf8 32.Ag7+! Rg8 33.Dxe7 (1-0)
In caso invece della cattura della donna il seguito sarebbe stato:
28…Dxb4 30.Axe5+ Rxh7 31.Th3+ Rg6 32.Tg3+ Rh6 33.T1f6+ Rh5 34.T6f5+ Rh6 35.Af4+ Rh7 36.Th5#